# Formas de intermunicipalização na França
| Estrutura                                        | Data de criação                                       | Abrangência | Sistema tributário próprio                                                  | Deveres obrigatórios | Modo de criação | Deveres opcionais | Modo de gestão                                                                                              | Contagem |
| ------------------------------------------------ | ----------------------------------------------------- | --- | --------------------------------------------------------------------------- | --- | --- | --- | --- | --- |
| Distrito urbano                                  | Decreto do 5 de janeiro de 1959                       | Conurbações. De origem da zona urbana. Estendido pela lei do 31 de dezembro de 1970 às zonas rurais. | Sim (obrigatório), votação dos impostos e seu recolhimento Elegíveis à DGF. | - habitação - corpo de bombeiros e resgate | Parecido com os SIVOM | Sim, com apreciação das comunas | Conselho de delegados eleitos pelos conselhos das comunas membros com participação proporcional à população | Definição arcaica desde 1º de janeiro de 2002 segundo a lei do 12 de julho de 1999. Transformados em comunidades de comunas, em comunidade de conurbação ou comunidades urbanas. |
| Comunidade urbana (CU)                           | Lei do 31 de dezembro de 1966                         | Bordeaux, Lille, Lyon e Strasbourg por decreto + 5 voluntárias: Dunkerque, Le Creusot-Montceau-les-Mines, Cherbourg, Le Mans e Brest (69-71) Conurbações de médio e grande porte (50 000 habitantes), região unitária e sem enclaves. Atualizada pela lei do Chevènement do 12 de julho de 1999 à 500 000 habitantes      | Sim                                                                         | Inicialmente : - urbanismo - habitação - transportes - pavimentação e estacionamentos - água e saneamento - abatedouros Estendidos pela lei de 12 de julho de 1999: - desenvolvimento e planejamento econômico-sócio-cultural da abrangência da comunidade - planejamento do território comunitário - equilíbrio social do habitat no território comunitário - política da cidade na comunidade - gestão dos serviços de interesse coletivo - proteção e valorização do meio-ambiente e políticas de qualidade de vida | Por decisão das comunas ou à iniciativa do estado. | Sim, após uma convenção com o departamento, pode-se exercer tudo ou parte de suas prerrogativas no domínio da ação social. | | 16 |
| Sindicato intermunicipal de vocação única (SIVU) | Lei do 22 de março de 1890                            | Zona rural, comunas, mesmo não limítrofes | Não: contribuição voluntária                                                | Só uma | Deliberação de todas comunas relacionadas, ou após aviso do conselho geral e decisão do presidente com aprovação mínima de 2/3 das comunas representando a metade da população  | Não | Número igual de delegados por comuna (em geral 2)                                                           | 12149 |
| Sindicato intermunicipal de vocações múltiplas   | Decreto do 5 de janeiro de 1959                       | Comunal | Não, contribuição voluntária                                                | Vários | Deliberação de todas comunas relacionadas, ou após aviso do conselho geral e decisão do presidente com aprovação mínima de 2/3 das comunas representando a metade da população. | Não | | 1501 |
| Sindicato mixto                                  | Decreto de 20 de maio de 1955                         | Comuna(s) e pelo menos uma coletividade territorial (departamento, região, sindicatos intermunicipais). |                                                                             | | | Geralmente concentradas na água, lixo e no turismo. | | 2749 |
| Sindicato de conurbação nova                     | Lei "Rocard" do 13 de julho de 1983                   | Inter-municipalização específica das novas cidades criadas nos anos 70. Comunas constituindo uma nova conurbação. Substitui uma estrutura precedente, o sindicato comunitário de planejamento de nova cidade. | Sim                                                                         | | | - planejamento e investimento em urbanismo - habitação - transportes - redes diversas - criação de novas vias - desenvolvimento econômico | | 9 em 1984, 5 restando em 2007. Devem tornar-se, no futuro, comunidades de conurbação segundo a lei do 12 de julho de 1999                                                        |
| Sindicalismo à la carte                          | 5 de janeiro de 1988                                  | |                                                                             | | | | | |
| Comunidade de comunas                            | Lei ATR de orientação do 6 de fevereiro de 1992       | Zona rural, mas interessam à zona urbana. Descrito pela lei do Chevènement do 12 de julho de 1999, como tendo menos de 50 000 habitantes, com região unitária e sem enclaves. | Sim, elegível à DGF                                                         | - planejamento do espaço - ações de desenvolvimento econômico | | Pelo menos uma obrigação a ser escolhida entre: - meio ambiente - política da habitação e qualidade de vida - pavimentação - estrutura cultural, esportiva e escolar - todo ou parte do saneamento - ação social de interesse comunitário Após uma convenção com o Departamento, pode exercer tudo ou parte de suas prerrogativas no domínio da ação social | | 2 393 em 2008 (aumentando regularmente devido à conversão dos antigos distritos)                                                                                                 |
| Comunidade de cidades                            | Lei do 6 de fevereiro de 1992                         | Várias comunas de uma conurbação com mais de 20 000 habitantes | Sim                                                                         | | | | | Menos de 5 (Ambicioso, mas foi um desastre total, cancelado no dia 1º de janeiro de 2002 segundo a lei do 12 de julho de 1999)                                                   |
| Comunidade de conurbação                         | Criado pela lei do Chevènement do 12 de julho de 1999 | 50 000 pelo menos, comuna principal com pelo menos 15 000 habitantes. Região única e sem enclaves. O limite demográfico de 15 000 habitantes não é aplicável se a comunidade de conurbação compreende a sede administrativa do departamento ou a comuna que, excluindo a sede, é a comuna mais importante do departamento | Sim                                                                         | - desenvolvimento econômico e planejamento do espaço comunitário - equilíbrio social e políticas da cidade | A comunidade de conurbação é criada sem limite de duração. Ela pode se estender em um ou mais departamentos. O decreto de criação determina a sede da comunidade.               | Pelo menos 3 deveres no lugar dos deveres das comunas entre: - saneamento básico - proteção e valorização do meio ambiente e da qualidade de vida - planejamento - manutenção e gestão de vias e parques de estacionamento - construção de estruturas culturais e esportivas de interesse comunitário - ação social de interesse comunitário                | | 181 |